# HVC (partie du cerveau des oiseaux)
Pour les articles homonymes, voir HVC.

Système d'apprentissage du son dans l'AVC, chez l'oiseau.

L' hyperstriatum ventral, pars caudalis (HVc), ou high vocal center (haut centre vocal), officiellement appelé HVC, est un noyau situé dans le cerveau des passériformes nécessaire à l'éducation et à la production du chant des oiseaux. Il est situé dans la partie latérale du nidopallium caudal et est responsable de la vocalisation des oiseaux
Deux des classes d'oiseaux qui apprennent à émettre des sons chantés, les colibris et les perroquets, semblent avoir des structures cérébrales similaires à celle de l'HVC des passériformes. Étant donné que ces trois différentes classes dérivent indépendamment de la même capacité génétique à apprendre le chant, ces similarités figurent comme un parfait exemple d'homoplasie.

## Nom
L'HVC a d'abord été appelé hyperstriatum ventrale, pars caudalis (HVc). Certains chercheurs[Qui ?] l'ont ensuite rapproché du high vocal center, en raison de son rôle important dans l'apprentissage du chant[réf. souhaitée]. Lorsque la nomenclature du cerveau de l'oiseau a officiellement été revisitée en 2004, ces noms ont officiellement été abandonnés. L'HVC devient alors le nom officiel de cette région du cerveau de l'oiseau et tout autre terme servant à la désigner devient désuète,.

## Anatomie
L'HVC est situé dans le nidopallium (partie frontale du cerveau). Il est lié à la voie motrice du son de l'oiseau via le robuste noyau de l'arcopallium (RA) et à la voie prosencéphale via les ganglions de la base. Il perçoit la décharge corollaire au moyen du noyau sous-thalamique et entre en contact avec le système auditif grâce à des projections d'une partie du cerveau appelée le mésopallium caudo-latéral (CMM) depuis le nucleus interfacialis (NIf). Trois classes fonctionnelles de neurones, chacune distinguées par des propriétés anatomiques et physiologiques, ont pu être identifiées dans l'HVC : les interneurones, les cellules de projection-RA(HVCRA), et les cellules de projection-X (HVCX).

## Voir plus
- Vocalisation des oiseaux
- Intelligence des oiseaux
- Anatomie des oiseaux